# Marco Soares
Marco Paulo da Silva Soares (Setúbal, 16 giugno 1984) è un ex calciatore portoghese naturalizzato capoverdiano, di ruolo centrocampista.

## Carriera

### Nazionale
Ha partecipato alla Coppa d'Africa del 2013 ed a quella del 2021.

## Palmarès

### Club

#### Competizioni nazionali
- Segunda Divisão: 1

Barreirense: 2004-2005
- Supercoppa di Cipro: 2

Omonia: 2012
AEL Limassol: 2015